# Umesterung
Eine Umesterung ist eine chemische Reaktion, bei der ein Ester in einen anderen übergeführt wird. Bei der Umesterung wird der Alkoholrest eines Esters durch einen anderen Alkoholrest ersetzt. Die Reaktion kann  säurekatalytisch und mit Überschüssen des freien Alkohols oder aber durch Verwendung der sehr viel nucleophileren Alkoholate vorgenommen werden. Säurekatalysiert ist diese Reaktion eine Gleichgewichtsreaktion und unterliegt damit dem Massenwirkungsgesetz.

## Grundlagen
Bei einer Umesterung handelt es sich um den Angriff eines Alkoholat-Ions als Nucleophil auf einen Ester der gleichen oder einer anderen Alkohol-Komponente eines Esters. So erfolgt irgendwann die Einstellung eines Gleichgewichtes zwischen den konkurrierenden Alkoholat-Ionen. Die Reaktion ist auch unter anderem als Zemplén-Reaktion bekannt. Bei der säurekatalysierten Umesterung wird das Carbonyl-Sauerstoffatom protoniert, der Alkohol kann am stark positivierten Carbonyl-Kohlenstoffatom mit seinem Sauerstoff-Atom angreifen. Dabei muss aufgrund des Massenwirkungsgesetzes entweder mit großen Überschüssen der Alkoholkomponente gearbeitet werden oder aber der entstehende Alkohol entfernt werden, z. B. durch Destillation.

Säurekatalysierte Umesterung durch Alkoholyse: der Alkoxyrest OR^{2} wird durch den Alkoxyrest OR^{3} ersetzt

Es können auch zwei unterschiedliche Carbonsäureester eingesetzt werden, welche dann unter Säurekatalyse ihre Alkoholreste austauschen. Diese Vorgehensweise hat aber in der Praxis eine geringe Bedeutung, da man hier in der Regel Stoffgemische erhält:
Bei der säurekatalysierten Umesterung von zwei Carbonsäureestern werden die Alkoholreste R2 in blau und R4 in lila gegeneinander ausgetauscht. 

### Mechanismus
Eine Umesterung (Alkoholyse) kann sowohl durch Säuren wie auch durch Basen katalysiert werden. Es handelt sich um eine Gleichgewichtsreaktion. Im Sauren beginnt die Reaktion mit der Protonierung des Carbonyl-Sauerstoffatoms, gefolgt von einem Angriff des Alkohols auf das Carbonyl-Kohlenstoffatom. Im Basischen wird zunächst der Alkohol deprotoniert. Dann greift er als Alkoholat-Anion das positiv polarisierte Carbonyl-Kohlenstoffatom des Esters an, siehe Abbildung:
In diesem Beispiel wird als Alkoholat das Methanolat gewählt, somit entsteht ein Methylester.

## Technische Bedeutung

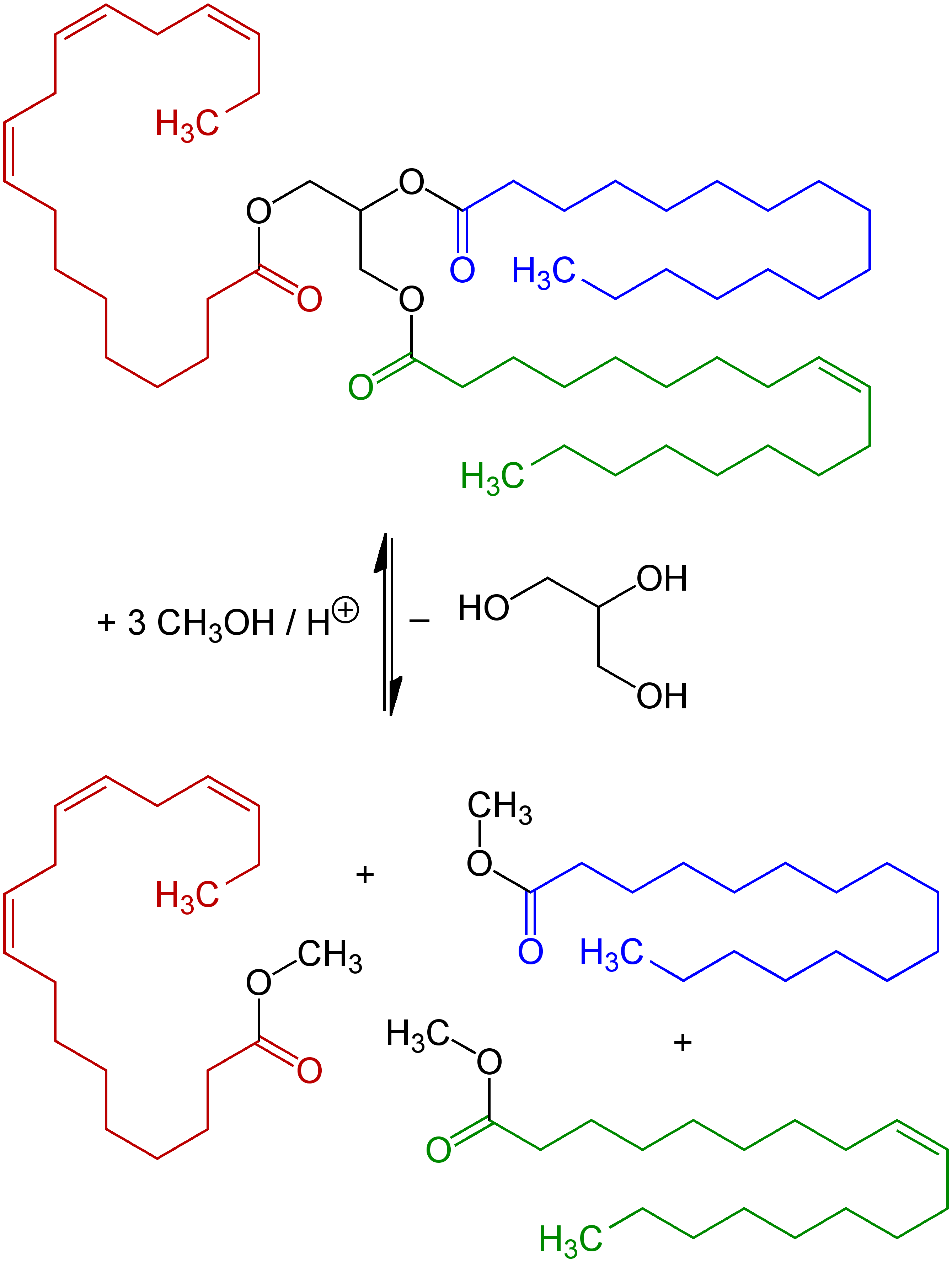
Beispiel für die säurekatalysierte Umesterung eines natürlichen Triglycerids (oben) in Fetten und Ölen. Der blau markierte Fettsäurerest ist gesättigt, der grün markierte ist einfach, der rot markierte dreifach ungesättigt. Bei der Gleichgewichtsreaktion wird Glycerin abgespalten und es entsteht FAME (Biodiesel, unten), ein Gemisch von Fettsäuremethylestern, im Beispiel drei verschiedene.

Die Umesterung wird bei folgenden technischen Produkten eingesetzt:
- Herstellung von Biodiesel: Aus Triacylglyceriden (pflanzliche Fette oder Öle) werden durch Umesterung mit Methanol sogenannte FAME (Fettsäuremethylester, z. B. Rapsmethylester, RME) erzeugt. Als Nebenprodukt entsteht unter anderem der dreiwertige Alkohol Glycerin. In Deutschland wird in Umesterungsanlagen Biodiesel im industriellen Maßstab erzeugt.
- Herstellung von Polyethylenterephthalat aus Dimethylterephthalat

## Anwendung in der Nahrungsmittelindustrie
Die Umesterung wird in der Lebensmittelchemie zur Herstellung von:
- Margarine
- Zuckertensiden
- Monoglyceriden aus Triglyceriden
- Rapsölmethylestern aus Rapsöl-Triglyceriden

verwendet.
Das  getrocknete und entsäuerte Fett wird dafür bei 80–100 °C mit Natriummethanolat als Katalysator gerührt.
Mit Lipasen kann eine positionsspezifische Umesterung erreicht werden.

## Analytik
Besonders in der Gaschromatographie werden weniger flüchtige Ester wie Fettsäureester oft in besser flüchtige Methylester umgeestert, um sie hier zugänglich zu machen.